# うるま市女性殺害事件
うるま市女性殺害事件（おきなわうるましじょせいさつがいじけん）は、2016年（平成28年）4月28日に沖縄県うるま市で発生した強姦致死、殺人および死体遺棄事件である。
男が在沖米軍の関係者であったことから、日米関係にも影響を与えている。事件を契機として、翌2017年（平成29年）に日米地位協定における「軍属」の範囲を明確にする補足協定が発効された。

## 事件概要
うるま市に住む被害者の女性（当時20歳）は、2016年4月28日午後8時ごろにウォーキングに出発したが、翌日になっても帰宅しなかった。同居人が捜索願を出したものの消息はわからなかった。女性のスマートフォンの位置情報は、翌29日午前2時40分ごろ、自宅から1-2キロ離れたうるま市州崎で途絶えていた。記録が途絶えていた付近の防犯カメラにて、警察捜査員が周辺地域を通過した262台の車の所有者を特定し聞き取りを行った。そのうちの1人として米軍関係者が乗るYナンバーの男の車が映っていた。
5月18日に在沖米軍の男が被疑者として浮上。重要参考人として任意聴取し、その供述に基づく捜索により翌19日に遺体を発見、男は死体遺棄容疑で逮捕された。遺体の大部分は白骨化していた。
男は遺体をスーツケースに隠し、車で恩納村の山林に運んで遺棄した。また犯行に使ったスーツケースや凶器などを日本の警察の捜査権が及ばない基地内、しかも勤め先の空軍嘉手納基地ではなく、キャンプ・ハンセンに捨てたと自供。容疑者は元海兵隊員であったため、海兵隊基地の土地勘と排他的管理権を利用して証拠隠滅をはかったと思われ、そのため捜査は非常に困難なものとなった。

### 捜査
男は警察による事情聴取が始まって以降精神的に不安定となり、逮捕前日と前々日には大量の薬物を服用して救急搬送されるなどの異常行動が認められ、弁護士の接見以降は黙秘に転じた。
捜査員は初期供述と合わせ、捜索隊約30人と機動隊のダイバーにより24日午後、うるま市州崎に向かう津梁橋の中央付近の水路にて、女性の所持品のストラップがついた鍵と、凶器の棒を発見。
。
その後女性が携帯していたイヤホンなどを発見。検察はこれらの報告を受けて、6月9日に死体遺棄、6月30日に殺人および強制性交等致死罪で男を那覇地方裁判所に起訴した。

### 供述
米軍準機関紙「星条旗新聞」が男の弁護士を通じて男の見解を報じた。弁護士によると、「米国の人には思いを伝えたい」との要望で、供述書を同紙に提供したという。
記事によれば、男には高校生の頃から強姦殺人願望や自己破壊衝動があったとされ、強制性交等致死罪と死体遺棄について罪状を認めているが、殺意に関しては否認。被害者に対する罪の意識はなく、「（事件が起きたあの場所に）あの時居合わせた彼女の運が悪かった」との認識を示した。被害女性への責任転嫁とも受け止められる認識に、女性団体などは反発を強めた。
暴行しようとした動機について「高校時代から女性を連れ去り暴行したいとの願望があった」と供述し、犯行当日はその欲求が高まっていたとした。幼少時から幻聴に悩み続け、自殺を図ったこともあるとした。
また、日本では (性被害者が被る)「文化的社会的スティグマ」が理由で、性暴力の報告率が低いため、自分が逮捕されるなどとは思っていなかった、とも述べている。

## 被疑者
男（当時32歳）は2014年までアメリカ海兵隊に所属し、沖縄県内の基地にも駐留経験のあるアメリカ国籍の会社員だった。除隊後に日本の女性と結婚し、妻子と共に妻の実家がある沖縄県島尻郡与那原町に居住していた。

### 米軍との関係
男は勤務先がアメリカ空軍の嘉手納基地内にあるインターネット関連会社であったため、米軍が契約した民間企業の契約社員(コントラクター)として、日米地位協定の定める「軍属」としての地位に相当し、日米地位協定で保障されている枠内にあった。しかし安倍総理は6月の時点で、地位協定上の軍属の扱いについて「逮捕された容疑者のような人物が、軍属という形で地位協定によって守られている、保護されているのはこれはおかしい」と延べ、日米間で見直しをすすめ、日米両政府は米軍が契約した民間企業雇用者の地位を4つに分類することに同意した。被疑者が日本の女性と結婚していることで永住ビザを持ち、しかも今回の事件は勤務時間外に発生しているため、いわゆる軍人軍属に適用される例外規定の対象とはならず、日本の警察による逮捕と取り調べを受け、日本の国内法に基いて裁判が行われることとなった。
また、男は「報道や抗議集会の影響で反基地感情が高まった沖縄県内では、公平な裁判が期待できない」と主張。東京地方裁判所で裁判員裁判を開くよう請求したが、最高裁判所第２小法廷（小貫芳信裁判長）はこの請求を棄却。被告の裁判員裁判は那覇地方裁判所で行われる事となった。

## 裁判

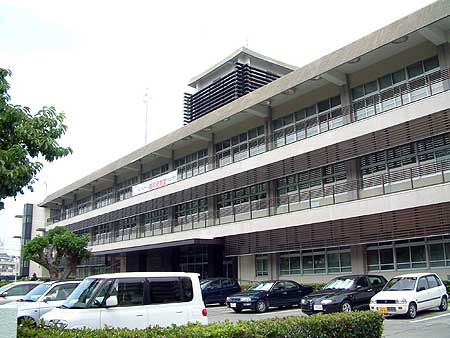
那覇地裁

起訴状によると、午後10時ごろに自宅から4キロほど離れた工場地帯で、男は女性に背後から近づき、後頭部をスラッパー（打撃棒）で殴りつけ、草むらに連れ込み、首を絞める、刃物で刺すなどして抵抗できない状態のうえ、強姦はしていない、一連の暴行で女性を殺害したと自供している。

### 第一審（那覇地方裁判所、裁判員裁判）

#### 公判
2017年11月16日に開かれた裁判員裁判の初公判（柴田寿宏裁判長）で、被告や弁護士は、「気絶させて、彼女をトランクに詰めてホテルに連れ込み暴行する予定だった」として、殺意はなかったと主張。その後、被告は黙秘権を行使し続けた。
検察側は「身勝手きわまりない計画的な犯行」として、被告に無期懲役を求刑。被告は最終意見陳述で「私は悪い人間ではない。この状況は、私が意図したことではない」と述べた。

#### 判決
2017年12月1日、那覇地方裁判所（柴田寿宏裁判長）は被告に対し、ナイフで首を何度も刺し殺意は明らかであるとして検察側の主張を全面的に認め、求刑通り無期懲役の判決を言い渡した。

### 第二審（福岡高等裁判所那覇支部）
2018年9月20日、福岡高等裁判所那覇支部（大久保正道裁判長）は、殺人罪の成立を認め、無期懲役判決を言い渡した一審那覇地方裁判所判決を支持、被告側の控訴を棄却した。

### 無期懲役が確定
一審、二審で無期懲役判決を受けた被告が、最高裁判所へ上告しなかったため、2018年10月5日に無期懲役が確定した。

## 影響
- 2016年
  - 5月19日（逮捕当日）、琉球新報、沖縄タイムスは号外を配布[25][26]。
  - 5月19日夜、岸田文雄外務大臣がキャロライン・ケネディ駐日米大使を外務省に呼び抗議[27]。
  - 5月20日、在沖米軍のトップであるローレンス・ニコルソン中将が沖縄県庁を訪ね謝罪[28]。
  - 5月21日、翁長雄志沖縄県知事と中谷元防衛大臣、島尻安伊子沖縄担当大臣が被害者の葬儀に参列[29]。
  - 5月21日夜、アシュトン・カーター国防長官が中谷防衛大臣と電話会談。「日本の法制度に基づき責任が問われることを望む」という見解を表明[30]。
  - 5月23日、翁長知事が安倍晋三首相と会談。バラク・オバマ大統領との面会を要求[31]。
  - 5月23日-5月24日にうるま市議会、名護市議会、那覇市議会、恩納村議会などで抗議決議が可決[32]。
  - 5月26日、伊勢志摩サミットのために来日中のオバマ大統領が「心からの哀悼と深い遺憾の意」を表明[33]。
  - 5月27日、第12回沖縄県議会議員一般選挙告示。6月5日即日開票の結果、米軍撤退を主張する県政与党が躍進[34]。
  - 6月4日、シンガポールで開かれた国際会議にて中谷防衛大臣とカーター国防長官が会談。日米地位協定における「軍属」の範囲の見直しについて合意[35]。
  - 6月19日、那覇市の奥武山公園陸上競技場において、辺野古新基地を造らせないオール沖縄会議の主催による「元海兵隊員による残虐な蛮行を糾弾！被害者を追悼し、沖縄から海兵隊の撤退を求める県民大会」が開催。主催者発表による参加者は6万5000人[36]。また同日、名護市の被害者実家では四十九日の法要が行われた[37]。
  - 7月5日、岸田外相と中谷防衛相がケネディ駐日大使およびジョン・L・ドーラン在日アメリカ空軍司令官と東京都内で会談。日米地位協定上の「軍属」の扱いの見直しに正式合意[38]。
- 2017年
  - 1月16日 - 岸田外相およびケネディ駐日大使が日米地位協定における「軍属」の範囲を明確にする「地位協定の軍属に関する補足協定」を締結し、即日発効した[39][40]。
  - 4月28日 - 遺族が手記を公表し、「被告人が弁護人を通じて、新聞、ラジオ等で身勝手な発言をして報道されているのは知っています。私たち遺族は被告人を許すことはできません」と語り、また「今なお、米兵や軍属による事件事故が相次いでいます。それは沖縄に米軍基地があるがゆえに起こることです。一日でも早い基地の撤去を望みます。それは多くの県民の願いでもあるのですから」と語った[41][42]。

### 損害賠償に関して
- 2018年1月 - 被害者遺族が賠償請求を訴え[43]、那覇地裁は被告に対し、「損害賠償命令制度」に基づく被害者遺族への賠償命令を出したが、米国政府側に支払い責任はないと拒否した[44]。一方、事件当時、容疑者は軍属として様々な日米地位協定上の地位と特権が保障されていたため、日本政府は、日米地位協定第18条6項に従って「合衆国軍隊の構成員又は被用者」が公務外で起こした事件について、アメリカ政府が慰謝料を支払うべきであると主張した[45]。
- 2018年7月12日 - 日米両政府は、被告に代わり、沖縄防衛局を通じて遺族に見舞金を支払った。「遺族の請求額に対し、おおむね認めた支払額になった」という。米政府の支払い金額と日本政府の負担額に関しては公表されなかったが、米政府が一定額を支払い、日本政府が不足分を見舞金という形で負担した[46]。